# Casside
Cassidinae
Sous-famille
Les cassides (sous-famille des Cassidinae) sont des insectes coléoptères de forme ovoïde ou ronde ce qui leur donne souvent  l'apparence d'une tortue. C'est pourquoi la casside s'appelle aussi coléoptère-tortue ou encore scarabée-tortue. La tête est le plus souvent cachée, son corselet remontant jusqu'à constituer une sorte de casque. Quelques espèces ressemblent aux coccinelles, d'autres sont très colorées et leur carapace peut prendre une coloration or ou argent mais ces couleurs disparaissent lorsque l'insecte est effrayé et après sa mort. Il prend alors une couleur rouge terne tachetée de noir.
La sous-famille des Cassidinae a été créée par Leonard Gyllenhaal (1752-1840) en 1813.

## Liste des tribus
- Alurnini Chapuis, 1875
- Anisoderini Chapuis, 1875
- Aproidini Weise, 1911
- Arescini Chapuis, 1875

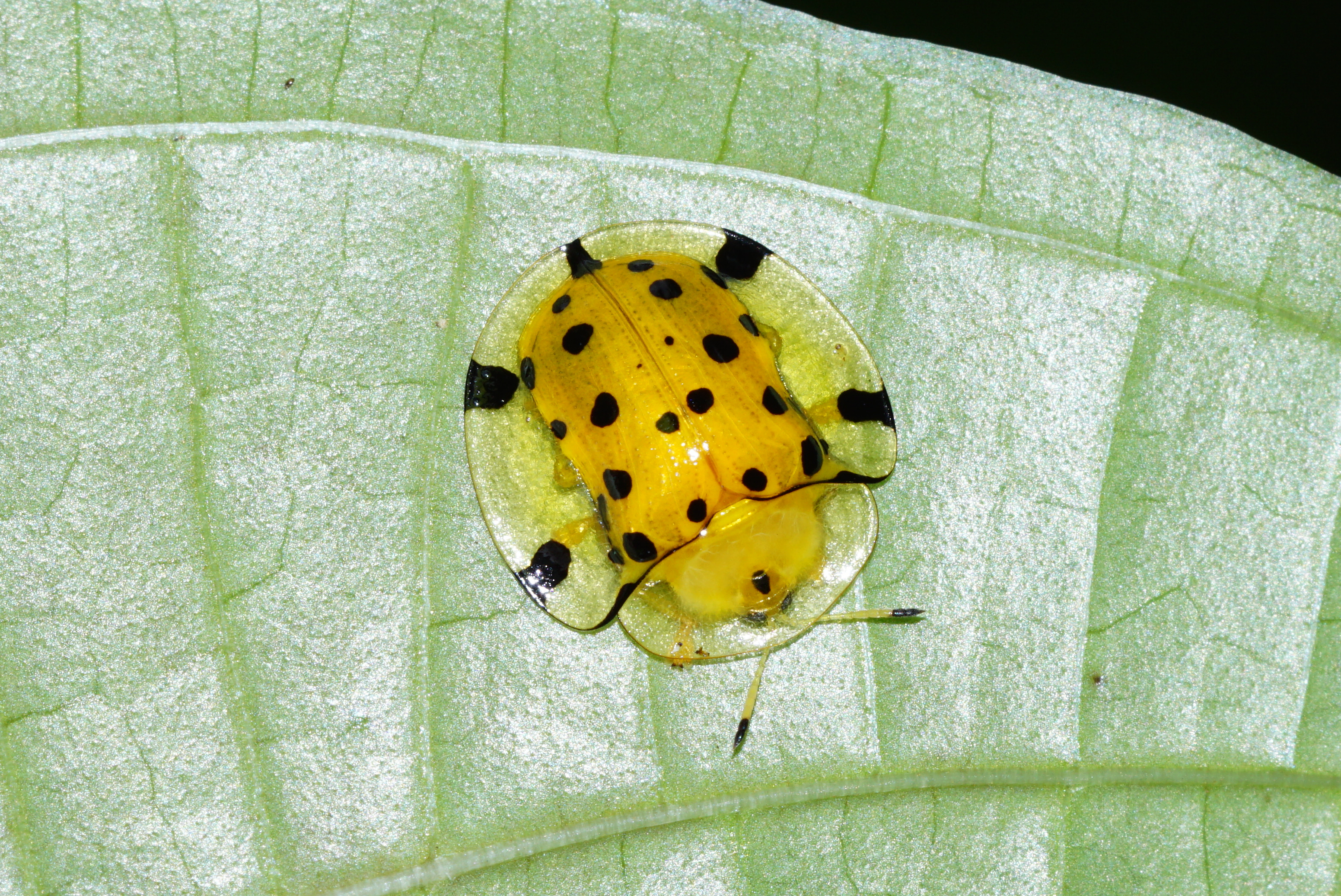
Aspidomorpha miliaris

- Aspidimorphini Chapuis, 1875 (dont Aspidimorpha quinquefasciata, la Casside de la patate douce)
- Basiprionotini Gressitt, 1952
- Botryonopini Chapuis, 1875
- Callispini Chapuis, 1875
- Callohispini Uhmann, 1960
- Cassidini Gyllenhal, 1813
  - genre Cassida Linnaeus, 1758 (dont Cassida viridis, la Casside de la menthe)
  - genre Hypocassida Weise, 1893
  - genre Ischyronota Weise, 1891
- Cephaloleiini Chapuis, 1875
- Chalepini Weise, 1910
- Coelaenomenoderini Weise, 1911
- Cryptonychini Chapuis, 1875
- Delocraniini Spaeth, 1929
- Dorynotini Monrós and Viana, 1949
- Eugenysini Hincks, 1952
- Eurispini Chapuis, 1875
- Exothispini Weise, 1911
- Goniocheniini Spaeth, 1942
- Gonophorini Chapuis, 1875
- Hemisphaerotini Monrós and Viana, 1951
- Hispini Gyllenhal, 1813
- Hispoleptini Chapuis, 1875
- Hybosispini Weise, 1910
- Ischyrosonychini Chapuis, 1875
- Leptispini Fairmaire, 1868
- Mesomphaliini Hope, 1840
- Notosacanthini Hincks, 1952
- Omocerini Hincks, 1952
- Oncocephalini Chapuis, 1875
- Promecothecini Chapuis, 1875
- Prosopodontini Weise, 1910
- Sceloenoplini Uhmann, 1930
- Spilophorini Chapuis, 1875